# Dictyophara cribrata
Dictyophara cribrata är en insektsart som beskrevs av Walker 1870. Dictyophara cribrata ingår i släktet Dictyophara och familjen Dictyopharidae. Inga underarter finns listade i Catalogue of Life.